# Synagoge (Biebesheim am Rhein)

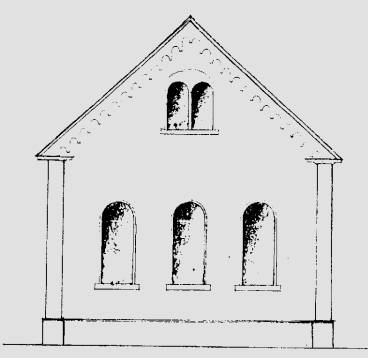
Bauzeichnung der Synagoge in Biebesheim am Rhein von 1867

Die Synagoge in Biebesheim am Rhein, einer Gemeinde im Kreis Groß-Gerau in Hessen, wurde 1867 errichtet. Die Synagoge in der Bahnhofstraße 12 wurde am 22. November 1867 eingeweiht.

## Geschichte
Nachdem die meisten jüdischen Familien bereits Biebesheim verlassen hatten, wurde das Synagogengebäude im Mai 1938 an eine nichtjüdische Familie verkauft, die es zu einem Wohnhaus umbaute. Trotzdem wurden beim Novemberpogrom 1938 die Fensterscheiben der profanierten Synagoge eingeworfen. 
Das Synagogengebäude wird bis heute als Wohnhaus mit einem Ladengeschäft genutzt.